# WTA Austrian Open 1980
Il WTA Austrian Open 1980 è stato un torneo di tennis giocato sulla terra rossa. È stata la 13ª edizione del torneo che fa parte WTA Tour 1980. Si è giocato a Bregenz in Austria, dal 21 al 27 luglio 1980.

## Campionesse

### Singolare
Virginia Ruzici ha battuto in finale  Hana Mandlíková che si è ritirata sul punteggio di 3–6, 6–1

### Doppio
Claudia Kohde Kilsch /  Eva Pfaff hanno battuto in finale  Renáta Tomanová /  Hana Mandlíková per walkover